# Баскетбол на летней Универсиаде 1973
Баскетбольный турнир на летней Универсиаде 1973 проходил в столице СССР — Москве с 15 по 25 августа 1973 года. Соревнования проводились среди мужских и женских сборных команд.
Чемпионом Универсиады среди мужчин стала американская сборная, а среди женщин победила сборная СССР.

## Медальный зачёт
| Место | Страна           | Золото | Серебро | Бронза | Всего |
| ----- | ---------------- | ------ | ------- | ------ | ----- |
| 1-2   | СССР             | 1      | 1       | 0      | 2     |
| 1-2   | США              | 1      | 1       | 0      | 2     |
| 3-4   | Бразилия         | 0      | 0       | 1      | 1     |
| 3-4   | Республика Корея | 0      | 0       | 1      | 1     |

## Медалисты
|         | Золото | Серебро | Бронза           |
| Женщины | СССР · Вера Гришина · Надежда Захарова · Тамара Калягина · Людмила Кузнецова · Людмила Кузьмина · Татьяна Овечкина · Александра Овчинникова · Ульяна Семёнова · Валентина Соломеева · Ольга Сухарнова · Нелли Ферябникова · Надежда Шуваева · Тренеры — Лидия Алексеева · и Василий Колпаков | США · Дженис Бич · Жульен Симпсон · Филлис Капп · Нэнси Данкл · Дороти Истервуд · Пэт Саммитт · Марсия Манн · Бренда Мёллер · Черри Рапп · Тереза Щанк · Мэрилин Смит · Барбара Вишмайер · Тренер — Джилл Аптон                                                          | Республика Корея |
| Мужчины | США · Элван Адамс · Гас Байли · Марвин Барнс · Вилли Байлс · Квинн Баккнер · Томми Берлесон · Митч Капчак · Морис Лукас · Кевин Стэком · Дэвид Томпсон · Валли Уокер · Мелвин Уэлдом · Тренер — Эд Баджер                                                                                    | СССР · Владимир Арзамасков · Александр Белов · Александр Болошев · Иван Едешко · Сергей Коваленко · Михаил Коркия · Пётр Лушненко · Анатолий Мышкин · Юрий Павлов · Зураб Саканделидзе · Яак Салуметс · Александр Сидякин · Тренеры — Владимир Кондрашин и Сергей Башкин | Бразилия         |